# Pieve di Coriano
Pieve di Coriano is een gemeente in de Italiaanse provincie Mantua (regio Lombardije) en telt 910 inwoners (31-12-2004). De oppervlakte bedraagt 12,6 km², de bevolkingsdichtheid is 70 inwoners per km².

## Demografie
Pieve di Coriano telt ongeveer 359 huishoudens. Het aantal inwoners steeg in de periode 1991-2001 met 1,1% volgens cijfers uit de tienjaarlijkse volkstellingen van ISTAT.
| Jaar | Inwoneraantal |
| ---- | ------------- |
| 1991 | 823           |
| 2001 | 832           |

## Geografie
Pieve di Coriano grenst aan de volgende gemeenten: Quingentole, Revere, Schivenoglia, Serravalle a Po, Villa Poma.